# Alex Avila
Alexander Thomas Avila (ur. 29 stycznia 1987) – amerykański baseballista, który występował na pozycji łapacza.

## Przebieg kariery
Avila został wybrany w 2005 roku w 34. rundzie draftu przez Detroit Tigers, ale nie podpisał kontraktu, gdyż zdecydował się podjąć studia na University of Alabama. W ciągu trzech lat występów w zespole Alabama Crimson Tide, uzyskał średnią uderzeń 0,250, zdobył 36 home runów, zaliczył 165 RBI. W 2008 ponownie przystąpił do draftu, w którym został wybrany w piątej rundzie przez Detroit Tigers.
Po występach w klubach farmerskich Tigers (West Michigan Whitecaps 
(Class-A) i Erie SeaWolves (Double-A), 6 sierpnia 2009 zaliczył debiut w Major League Baseball, w meczu przeciwko Baltimore Orioles, zaliczając dwa uderzenia (w tym double'a) i RBI. Dzień później w spotkaniu z Minnesota Twins zdobył pierwszego home runa w MLB, w pierwszym podejściu do odbicia. 2 czerwca 2013 był łapaczem w meczu, w którym po błędzie sędziego Jima Joyce’a, miotacz Armando Galarraga został pozbawiony perfect game.
W 2011 po raz pierwszy wystąpił w All-Star Game i otrzymał Silver Slugger Award. 30 lipca 2013 w meczu międzyligowym przeciwko Washington Nationals zdobył pierwszego w MLB grand slama po piłce narzuconej przez Stephena Strasburga.
W listopadzie 2015 jako wolny agent podpisał roczny kontrakt z Chicago White Sox. W grudniu 2016 został zawodnikiem Detroit Tigers, w lipcu 2017 Chicago Cubs, zaś w styczniu 2018 Arizona Diamondbacks.

## Nagrody i wyróżnienia
| Nagroda/wyróżnienie  | Lata | Źródło |
| All-Star             | 2011 | [ 1 ]  |
| Silver Slugger Award | 2011 | [ 1 ]  |